# Rebecques
Rebecques là một xã trong tỉnh Pas-de-Calais, vùng Hauts-de-France, Pháp.

## Địa lý
Rebecques có cự ly khoảng 7 dặm Anh(12 km) về phía nam Saint-Omer, trên đường D192, trong thung lũng sông Lys.

## Dân số
| 1962                                                              | 1968 | 1975 | 1982 | 1990 | 1999 | 2006 |
| ----------------------------------------------------------------- | ---- | ---- | ---- | ---- | ---- | ---- |
| 376                                                               | 377  | 373  | 367  | 397  | 398  | 238  |
| Số liệu điều tra dân số tính từ năm 1962, dân số chỉ tính một lần |      |      |      |      |      |      |

## Địa điểm nổi bật
- Nhà thờ St.Maclou, thế kỷ 16.